# مات ريف
ماثيو ستيفن ريف (بالإنجليزية: Matthew Steven Rife)‏، من مواليد 10 سبتمبر 1995 في كولومبوس، أوهايو، هو ممثل وكوميديا أمريكي.

## روابط خارجية
- مات ريف على موقع IMDb (الإنجليزية)
- مات ريف على موقع روتن توميتوز (الإنجليزية)
- مات ريف على موقع قاعدة بيانات الأفلام العربية
- مات ريف على موقع ألو سيني (الفرنسية)
- مات ريف على موقع أول ميوزيك (الإنجليزية)
- مات ريف على موقع قاعدة بيانات الفيلم (الإنجليزية)
- مات ريف على موقع كينوبويسك (الروسية)